# Aabachtalsperre
Die Aabachtalsperre ist eine Trinkwassertalsperre in Nordrhein-Westfalen unweit der Grenze zu Hessen. Seit 1979 staut sie mit Hilfe eines Damms den Aabach zum größten See in Ostwestfalen-Lippe. Betreiber und Eigentümer ist der „Wasserverband Aabachtalsperre“, der das Umfeld der Talsperre weitläufig als Wasserschutzgebiet ausweist. Daher ist die Funktion des Aabachsees als Freizeitgebiet nur sehr eingeschränkt. Neben der Gewinnung von Trinkwasser dient das Reservoir dem Hochwasserschutz.

## Geographische Lage und Einzugsgebiet
Die Aabachtalsperre liegt im Kreis Paderborn am Rand der Briloner Höhen zwischen Bad Wünnenberg im Nordwesten und Marsberg im Südosten. Das 27,2 km² große Einzugsgebiet der Talsperre erstreckt sich im Wesentlichen nach Südosten durch das Sintfeld  und wird flankiert durch den „Fürstenberger Wald“ im Osten und den „Madfelder Wald“ im Süden. Die höchste Erhebung ist der Totenkopf etwa fünf Kilometer südöstlich der Ortschaft Bleiwäsche (zu Bad Wünnenberg). Mit 502,6 m überragt er die Dammkrone (348,7 m ü. NN) mehr als 150 Meter.
Das Gebiet beinhaltet mehrere Landschafts- und Naturschutzgebiete im Fauna-Flora-Habitat-Gebiet (FFH) Bredelar, Stadtwald Marsberg und Fürstenberger Wald (siehe Landschaftsschutzgebiet FFH-Gebiet Fürstenberger Wald, Naturschutzgebiet Forst Bredelar / Obermarsberger Wald). Neben zahlreichen Quellen und naturnahen Bachläufen ist der artenreiche Wald durchsetzt von Buchen, Eichen, Erlen und Nadelholz, wobei letztere in standortgerechte Laubwälder umgewandelt werden sollen. Die Waldflächen im Nahbereich sichern durch ihre Filterwirkung die gute Wasserqualität und dienen dem Hochwasserschutz durch Retention. Die Verzahnung von Wald und Offenland, feuchten bis nassen und trockeneren Standorten mit Seggen- und Hochstaudenfluren bietet einer Vielzahl von Tierarten Brut- und Nahrungsbiotope, unter anderem auch dem seltenen Schwarzstorch.
Gespeist wird die Talsperre insbesondere durch den Aabach, auch „Große Aa“ genannt, der nach Durchfließen der Vorsperre in den Südarm einfließt und durch die „Kleine Aa“, die in den Südostarm mündet. Neben einigen kleineren Bäche laufen noch die „Murmecke“ in den Südwestarm und der „Haßbach“ in den Westarm. Das Gebiet wird von der Rhein-Weser-Wasserscheide durchquert, weshalb der nach Nordwesten weiter fließende Aabach zum Flusssystem des Rheins gehört. Er mündet unterhalb des Aabachdamms bei Bad Wünnenberg in die Afte, die über Alme und Lippe den Rhein erreicht.
Aus dem weiter östlich verlaufenden Tal der „Karpke“ führt ein 1,5 km langer Beileitungsstollen in den Südostarm der Talsperre, in den die Kleine Aa einfließt. Die Entnahme erfolgt aus dem Rückhaltebecken Karpke (349,6 m ü. NN), das ein 7 km² großes Teileinzugsgebiet aufweist. Der Freispiegelstollen mit 2,25 m Durchmesser ist für eine Maximalkapazität von 7 m³/s ausgelegt.

## Geologischer Untergrund
Die Aufstandsfläche der Talsperre befindet sich im oberen Bereich der Auflockerungszone der oberkarbonischen Arnsberg-Schichten, einer Wechsellagerung von intensiv gefalteten Feinsandsteinen, Grauwacken und Ton- und Schluffsteinen. Durch eine intensive tektonische Beanspruchung während der variszischen Gebirgsbildung sind die Gesteine intensiv spezialgefaltet worden. Der Bereich des Aabach-Tals ist zudem durch das Vorhandensein von großen Störungszonen gekennzeichnet.
Die Wasserwegsamkeit des Gebirges wurde während der Voruntersuchung und der Bauphase durch das Geologische Landesamt NRW mittels spezieller Testverfahren (WD-Tests) untersucht. Die WD-Tests haben gezeigt, dass die erhöhten Wasserwegsamkeiten vor allem an Klüfte in den Sandstein- und Grauwackenbänken gebunden sind. Zur Verbesserung des Baugrundes im Bereich der Sperrstelle wurden Zementinjektionen in 3 sich überschneidenden Verpressreihen ausgeführt.
Unmittelbar nördlich der Talsperre werden die gefalteten oberkarbonischen Gesteine durch flach in nördliche Richtungen einfallenden kreidezeitlichen mergelige und kalkige Gesteine des Cenomaniums und Turoniums überlagert. Die geologische Grenze zwischen paläozoischen und kreidezeitlichen Schichten bildet auch die geographische und naturräumliche Grenze zwischen Arnsberger Wald (Sauerland) im Süden und der Westfälischen Bucht im Norden.

## Bau der Talsperre

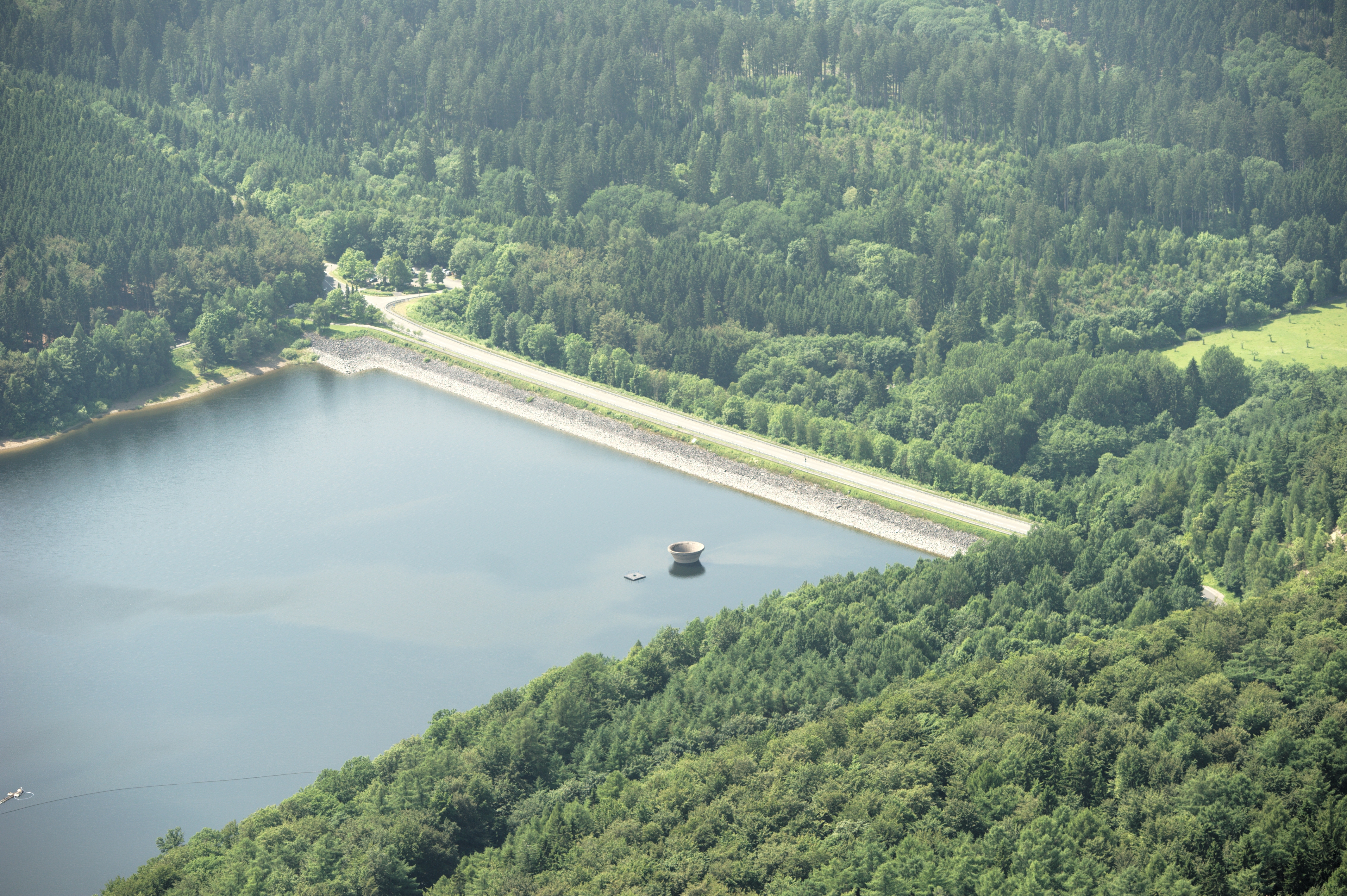
Damm mit Hochwasserentlastung

Der Bau der Talsperre wurde als notwendig erachtet, um die wasserwirtschaftlichen Verhältnisse in der Region mit ihren extremen Dargebotsschwankungen zu verbessern. In niederschlagsarmen Jahren versiegten die meisten Quellen und es kam immer wieder zu Engpässen bei der Versorgung der Bevölkerung mit Trinkwasser. Dagegen führten Hochwasserereignisse zu kurzen und heftigen Abflussspitzen mit erheblichen Schäden und dem Verlust an Leben in den betroffenen Bereichen.
Vor diesem Hintergrund gründeten 1973 die Verantwortlichen der damaligen Kreise Arnsberg, Büren und Lippstadt zusammen mit lokal agierenden Wasserversorgern den „Wasserverband Aabach-Talsperre“. Mit der Talsperre sollte ein Ausgleich zwischen den Trockenperioden und Hochwässern geschaffen werden, um einerseits einen adäquaten Hochwasserschutz zu gewährleisten und andererseits durch den Bau von Wasseraufbereitungsanlagen und einem Wasserverteilungsnetz eine geregelte Trinkwasserversorgung aufzubauen.
Für die Planung der Talsperre sowie der Bauleitung bei der Ausführung beauftragte der Wasserverband den damaligen Ruhrtalsperrenverein, der im Sauerland mehrere eigene Talsperren errichtet hatte (zuletzt 1965 die Biggetalsperre). Mitte 1975 war der Baubeginn mit den Betonarbeiten für den Kontrollstollen am Dammfuß und dem Damm querenden Stollensystem für die Rohwasserentnahme und die Hochwasserentlastung. Ab 1977 folgte der zweite Bauabschnitt mit dem Aufbau der Dammschüttung. Für den Stützkörper konnte verwitterungsbeständiger Kalkstein mit einem Größtkorn von 60 cm weitgehend im Talsperrenraum gewonnen werden. 1978 begann der Bau der Wasserversorgungsanlagen und des Verteilungsnetzes mit verschiedenen Hochbehältern. Der Probebetrieb startete Ende April 1979, der mit der Freigabe durch die Bezirksregierung Detmold am 13. Juli 1982 endete. Damit konnte der schrittweise Anschluss der Verbandsmitglieder an das Versorgungssystem beginnen, der ein Jahr später im September 1983 seinen vorläufigen Abschluss erreichte.

## Bauwerke und Betriebseinrichtungen

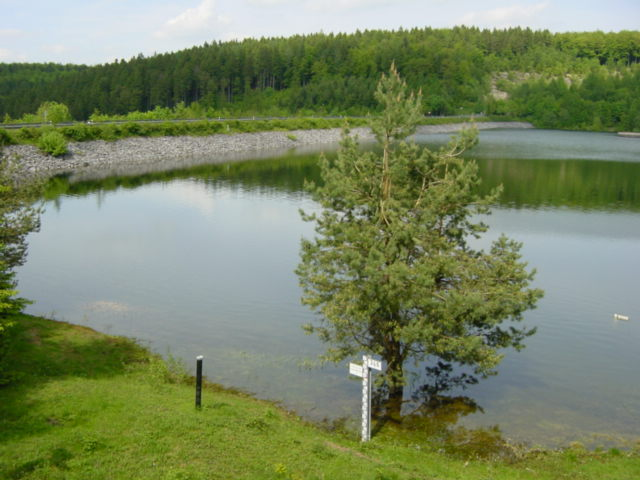
Blick auf den See und den Sperrdamm

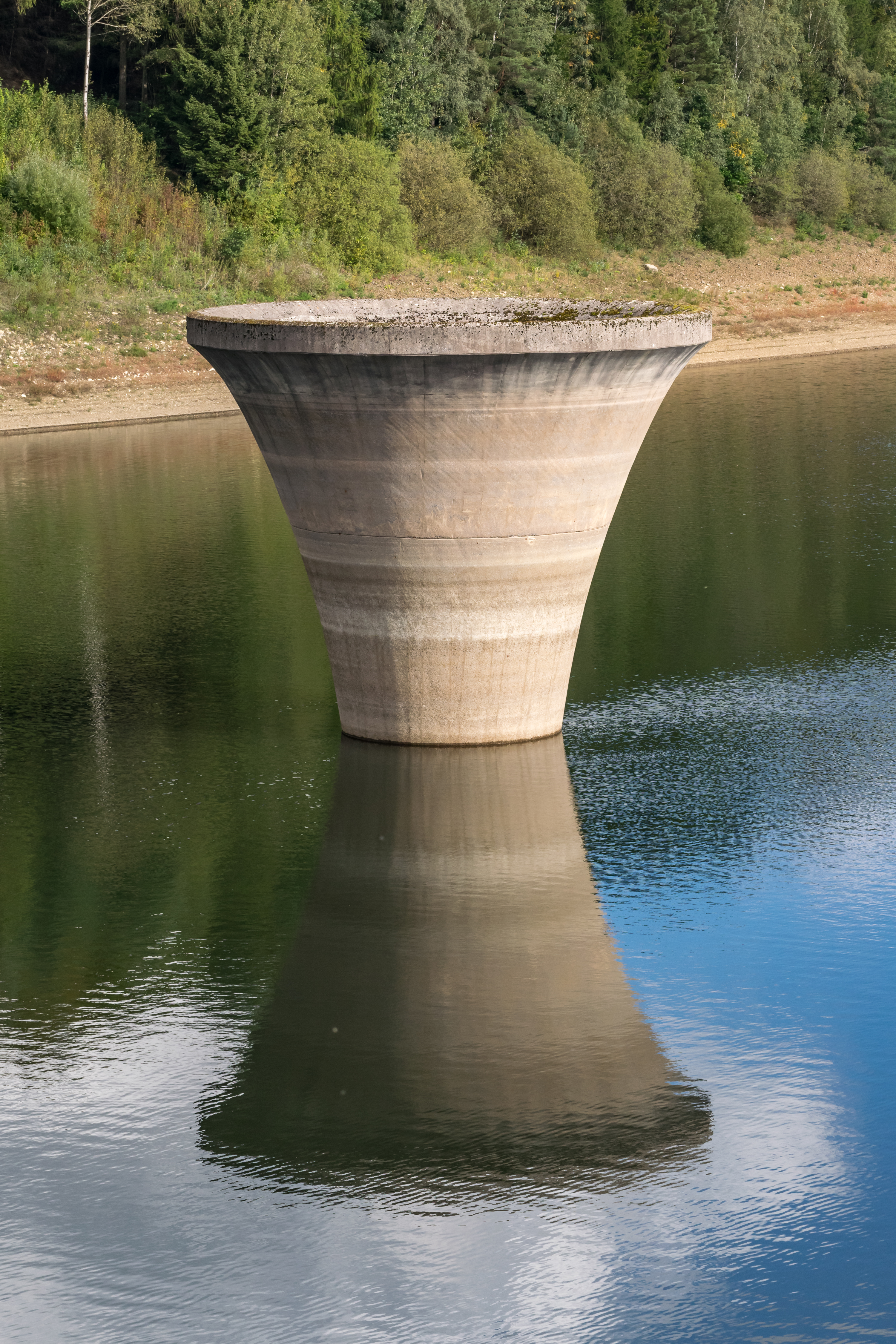
Überlauftrichter der Hochwasserentlastung

An der Talsperre finden sich folgende Bauwerke und Betriebseinrichtungen:
Stauraum
Der Aabachsee ist etwa 2,5 Kilometer (Entfernung Südarm–Staudamm) lang und bis zu 1,15 Kilometer (Entfernung Südwestarm–Ostufer) breit. Bei Vollstau bedeckt er eine Fläche von 1,8 Quadratkilometern und ermöglicht ein maximales Speichervolumen von 20,5 Mio. m³. Davon entfallen 3 Mio. m³ auf den Hochwasserrückhalteraum und der Rest darunter teilt sich auf in den für die Trinkwasserversorgung nutzbaren Betriebsstauraum und den Reserve- und Totraum. Aus dem Stausee werden jährlich rund 11 Mio. m³ Rohwasser entnommen.
Staudamm mit Kontrollgang
Der Staudamm mit einem Volumen von 1,35 Mio. m³ hat eine Länge von 450 Meter und seine Höhe über Gründungssohle beträgt rd. 45 m. Die Fahrbahn auf der Dammkrone liegt auf 348,7 m ü. NN Höhe. Aufgebaut als Zonendamm besitzt er eine 15 Meter breite Kerndichtung und einen ergänzenden 70 Meter langen Dichtungsteppich auf der Talsohle vor und über dem betonierten Kontrollgang. Das Dichtungsmaterial besteht aus Hanglehm und stark verwittertem Schluffstein. Der Kontrollgang verläuft am Dammfuß über die gesamte Talbreite von Hang zu Hang. Er dient der Kontrolle der Dammbewegungen und seines Setzungsverhaltens sowie der Überwachung des Sohlenwasserdrucks und der Dichtigkeit des Dammbauwerks. 
Vorsperre
Am Einlauf der Großen Aa wird die Talsperre durch eine kleine Vorsperre vor Sedimenten geschützt. Der 430 m lange Damm ist ähnlich aufgebaut wie die Hauptsperre und hat bis zu 130 m Breite. Durch die feste Überfallschwelle wird ein Dauerstau im Vorbecken erzeugt.
Hochwasserentlastung und Entnahmeeinrichtungen
Als Hochwasserentlastung steht am wasserseitigen Dammfuß ein rund 40 m hoher, trompetenförmiger Turm, der einen runden Einlauftrichter von 11,40 m Durchmesser aufweist. Der senkrechte Fallschacht führt nach einer 90°-Krümmung als Stollen unter dem Staudamm hindurch in das Tosbecken am luftseitigen Ende. In den Stollen münden auch zwei Grundablässe mit Nennweite DN 1000. Der Hochwasserentlastungsstollen hat einen Querschnitt von ca. dreimal drei Meter.
Hinter dem Krümmer liegt oberhalb des Entlastungsstollens die Wasserentnahmeanlage mit vier vertikal in den Betriebsstauraum hineinreichende Rohren DN 600. Die gestaffelte Anordnung dieser Rohre gestattet eine selektive Rohwasserentnahme aus jeweils dem Horizont, der die günstigsten Voraussetzungen für die Trinkwasseraufbereitung bietet. Die Weiterleitung des Rohwassers erfolgt durch zwei Rohrleitungen DN 800, die im Rohwasserentnahmestollen über dem Entlastungsstollen verlaufen. Beide Stollen bilden ein gemeinsames Bauwerk, das zum Dammkörper hin sorgfältig abgedichtet ist. Am luftseitigen Ende befindet sich das Eingangsbauwerk zum begehbaren Rohrleitungsstollen.
Wasserwerk
Auf halber Strecke zwischen Damm und der Ortschaft Bleiwäsche liegt an der Kreisstraße K 36 oberhalb der Talsperre die Wasseraufbereitungsanlage, die das Rohwasser über die Förderanlage am Dammfuß erhält. Das aufbereitete Trinkwasser wird dort in zwei Hochbehälter eingespeist, die zusammen mit zwei weiteren Hochbehältern im Netz die Verbrauchsschwankungen ausgleichen. Ein Fernleitungssystem von 111 km Länge versorgt seit 1983 die rund 250.000 Einwohner der Kreise Paderborn, Soest, Gütersloh und Warendorf mit Trinkwasser.

## Verkehrsanbindung und Freizeit
Die Talsperre liegt in naturbelassener Landschaft und ist wenig touristisch erschlossen; direkt am Stausee liegen keine Ansiedelungen. Durch die Lage der Talsperre in der Nähe der Autobahn 44 kann sie vom Autobahnkreuz Wünnenberg-Haaren über die Bundesstraße 480 angefahren werden. Von Bad Wünnenberg aus gelangt man entweder über Bleiwäsche oder über Fürstenberg auf die K 36, die über den Staudamm führt. Auf seiner Westseite liegt ein Parkplatz mit dem Zugang auf den Seerandweg. Der rund neun km lange asphaltierte Rundweg ist öffentlich nicht befahrbar und wird gerne von Wanderern, Fahrradfahrern und Inline-Skatern genutzt. 

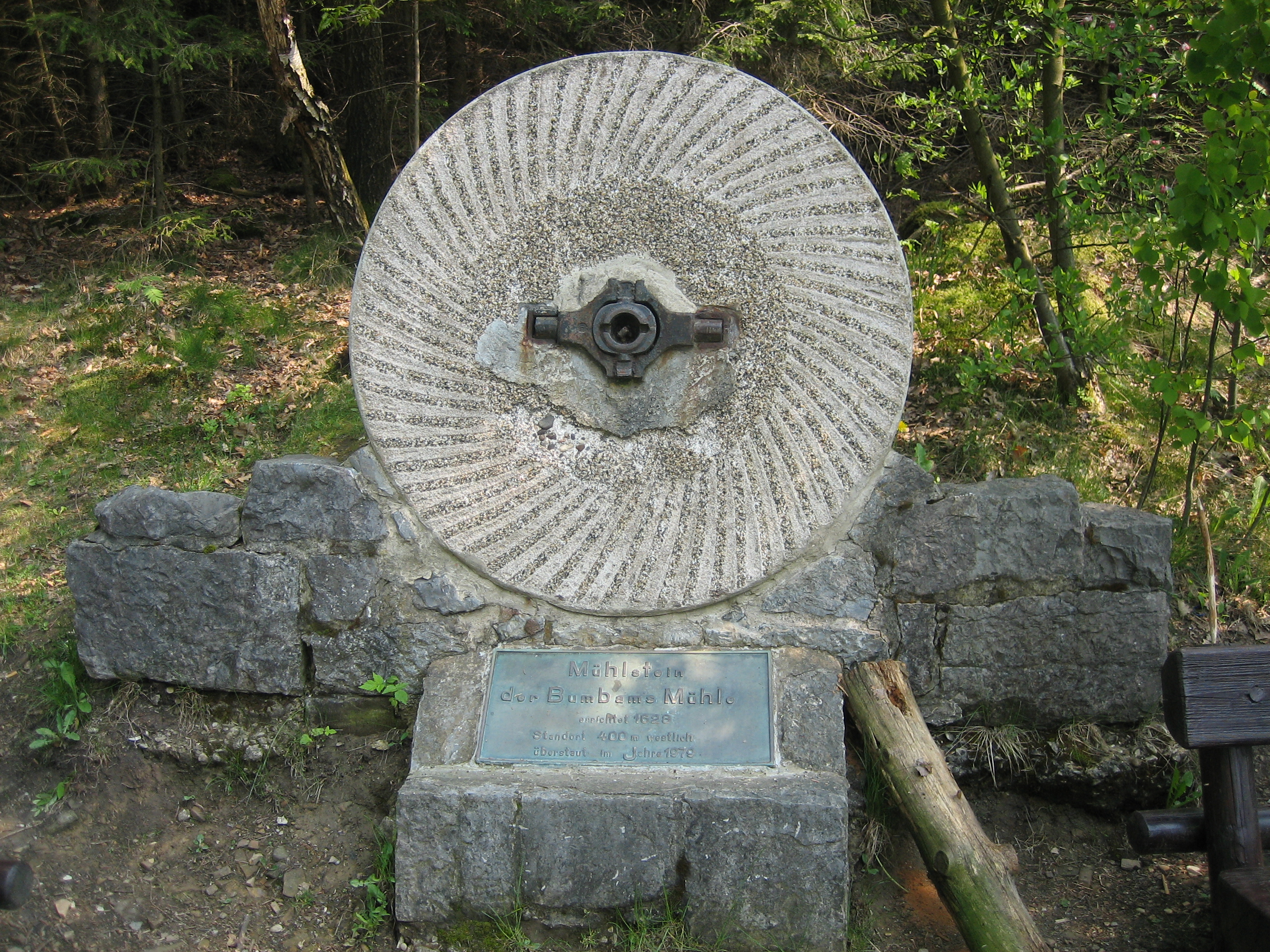
Mühlstein mit Gedenktafel an „Bumbams Mühle“

Auf der Landspitze zwischen Süd- und Südostarm steht am Randweg die „Denkstelle Bumbams Mühle“. Ein alter Mühlstein erinnert an das ehemalige Gasthaus „Bumbams Mühle“, das an der alten K 36 stand und vom Wasser überflutet worden ist. Die alten Mauern sind bei niedrigem Wasserstand noch zu sehen. 
Mit dem ÖPNV ist der Damm und der Randweg nicht direkt erreichbar. Die nächsten Haltstellen liegen in den Ortschaften Bleiwäsche und Fürstenberg, die aber zu Fuß jeweils drei Kilometer entfernt liegen. 
Die Nutzung für Freizeit- und Erholungszwecke unterliegt weitgehenden Beschränkungen, da die Talsperre als Wasserschutzgebiet ausgewiesen ist. Daher ist Baden, Wassersport sowie Zelten an der Talsperre nicht gestattet. An einigen Stellen am See ist das Angeln möglich. Voraussetzung für das Angeln ist ein gültiger Fischereischein und die Teilnahme an der „Informationsveranstaltung zur Fischereilichen Bewirtschaftung Aabach-Talsperre“, die im März jeden Jahres vom Wasserverband Aabachtalsperre durchgeführt wird. Fischereischeine werden vom Wasserverband Aabach-Talsperre im Wasserwerk ausgegeben. 

## Bildergalerie

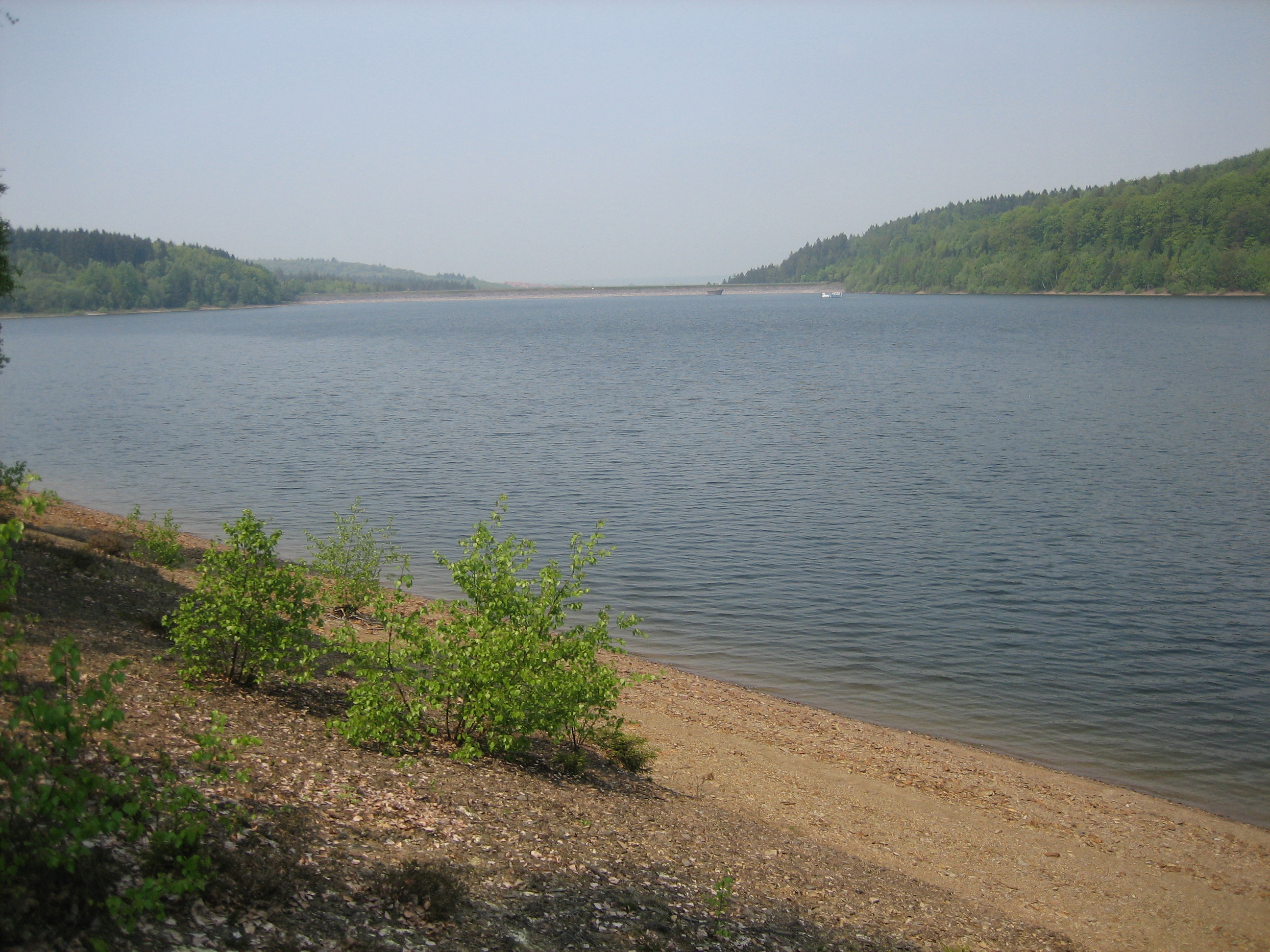
Blick über den See, im Hintergrund der Damm.
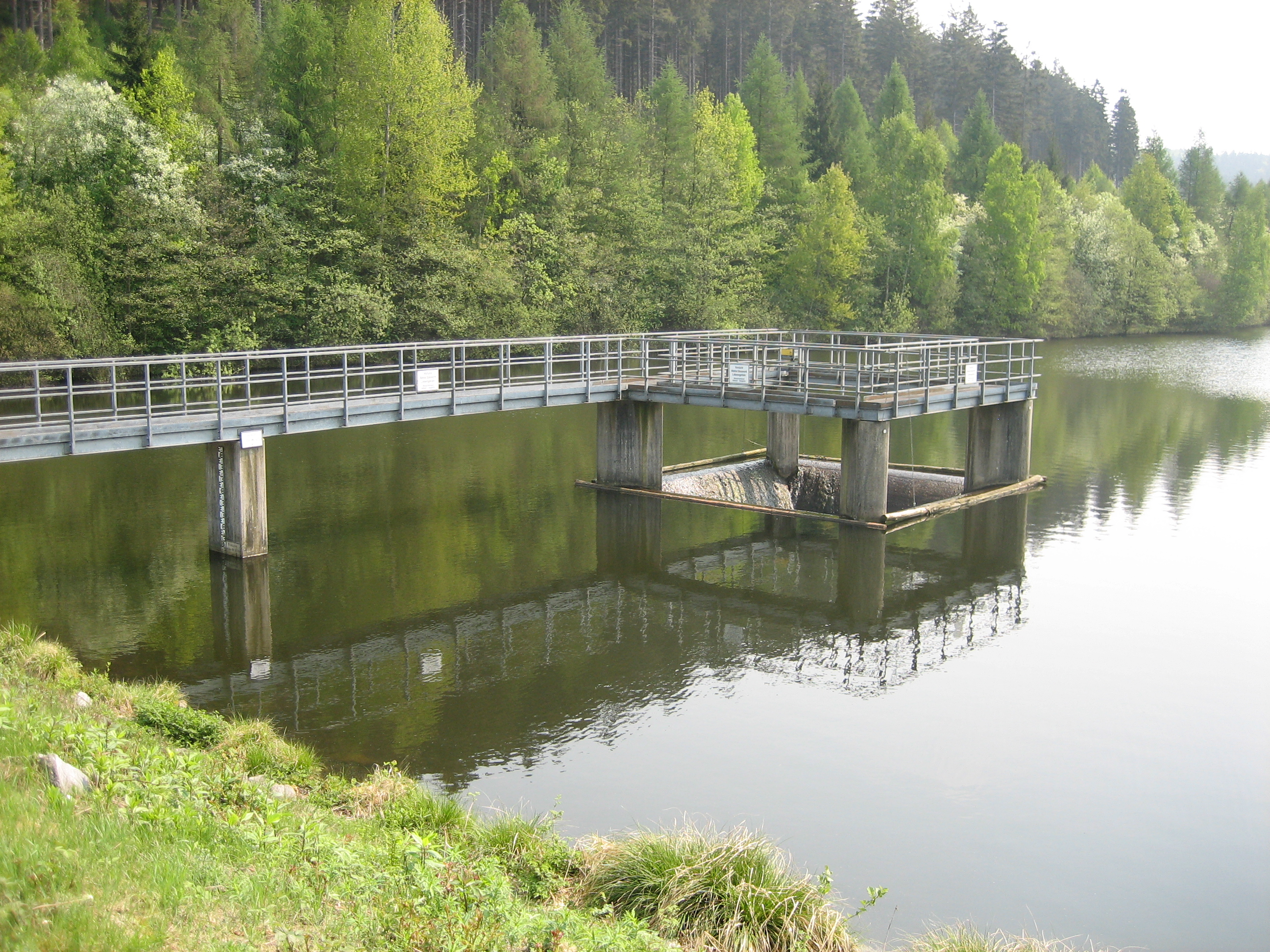
Überfalltrichter des Vorbeckens Große Aa
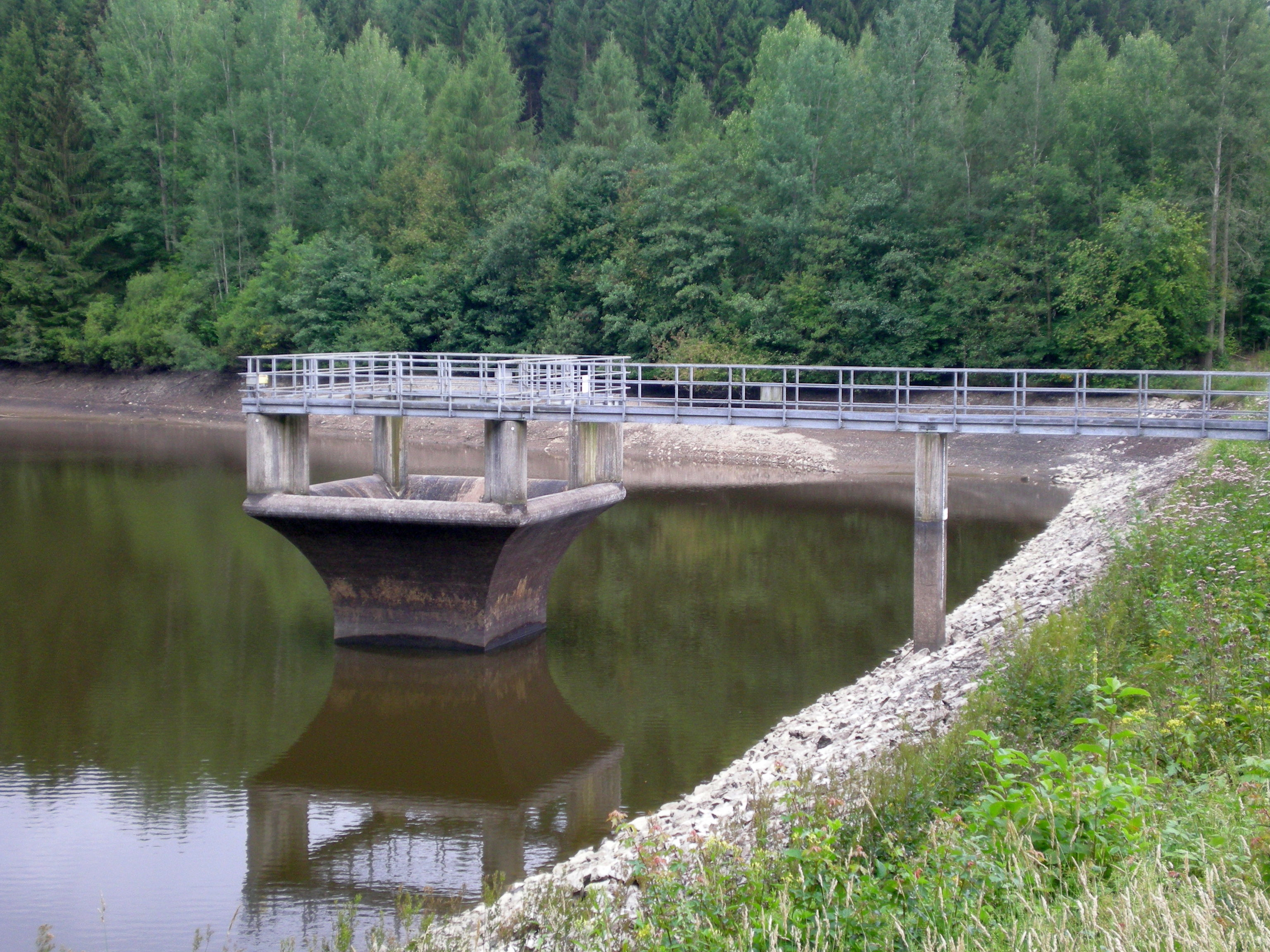
Das Vorbecken mit Ablauf
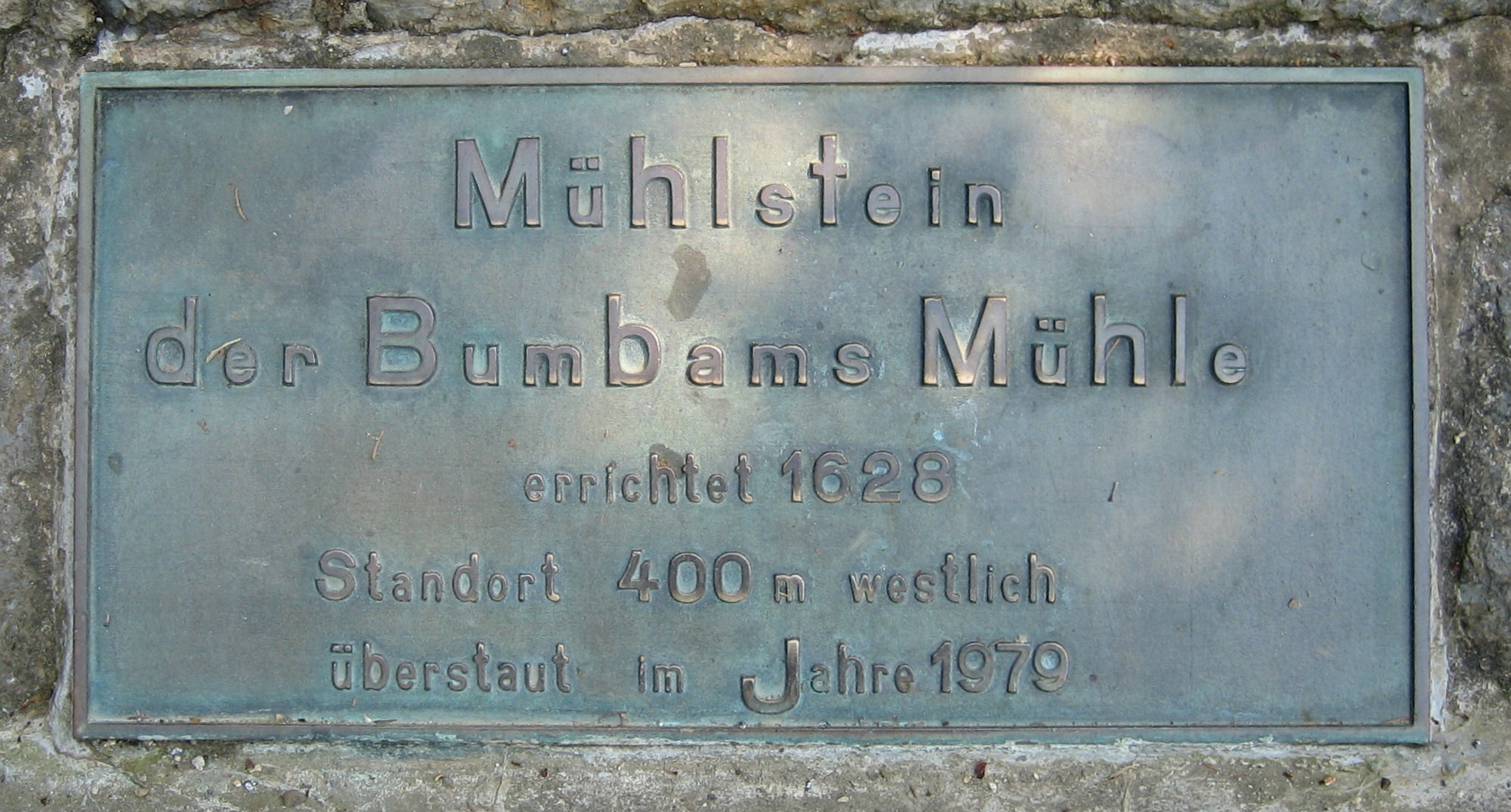
Tafel zum Gedenken an „Bumbams Mühle“